# لوکست فورک (آلاباما)
لوکست فورک (به انگلیسی: Locust Fork) شهری در شهرستان بلاونت ایالت آلاباما است که مساحت آن ۹٫۹۹ کیلومتر مربع است و در سرشماری سال ۲۰۱۰ میلادی، ۱٬۱۸۶ نفر جمعیت داشته و تراکم جمعیتی آن، ۱۱۸٫۷۲ نفر در هر کیلومتر مربع بوده است.